# Jacana à crête
Irediparra gallinacea
Genre
Espèce
Statut de conservation UICN

 LC  : Préoccupation mineure
Le Jacana à crête (Irediparra gallinacea) est une espèce d'oiseaux de la famille des Jacanidae. C'est la seule espèce du genre Irediparra. Comme les autres espèces de jacanas, il est capable de marcher sur les végétaux flottants des étendues d'eau douce tropicales.

## Description
Le mâle mesure 20 à 21 cm de longueur pour une masse de 85 g tandis que la femelle mesure 24 à 27 cm pour une masse de 140 g. L'envergure est de 39 à 46 cm. Le sommet de la tête (surmonté d'une crête rouge) et l'arrière du cou sont noirs. La face et la gorge sont blanches. Il a une large bande noire en bas de la poitrine et le ventre est blanc. Le dessous des ailes est noir. Le dos et le dessus des ailes est marron. La queue est noire. Doté de très longues pattes avec de très grands doigts, il a la réputation d'être l'oiseau au monde qui a les plus grands « pieds » par rapport au corps.

## Distribution
Cet oiseau vit au sud-est de Bornéo, au sud des Philippines, au Sulawesi, aux  Moluques, dans les petites îles de la Sonde orientales, en Nouvelle-Guinée, en Nouvelle-Bretagne, dans le nord et l'est de l'Australie.

## Habitat
Il habite les étendues d'eau douce avec une végétation aquatique (nénuphar ou jacinthe d'eau) suffisante pour former un plancher. Parce qu'il semble marcher sur l'eau, il est également nommé « oiseau Jésus »,.

## Alimentation
Il se nourrit de graines et d'insectes trouvés à la surface de l'eau.

## Reproduction
La femelle est polyandre. Elle pond quatre œufs dans un nid à la surface de l'eau qui sont couvés uniquement par le mâle.